# 哈加尔·奥尔松

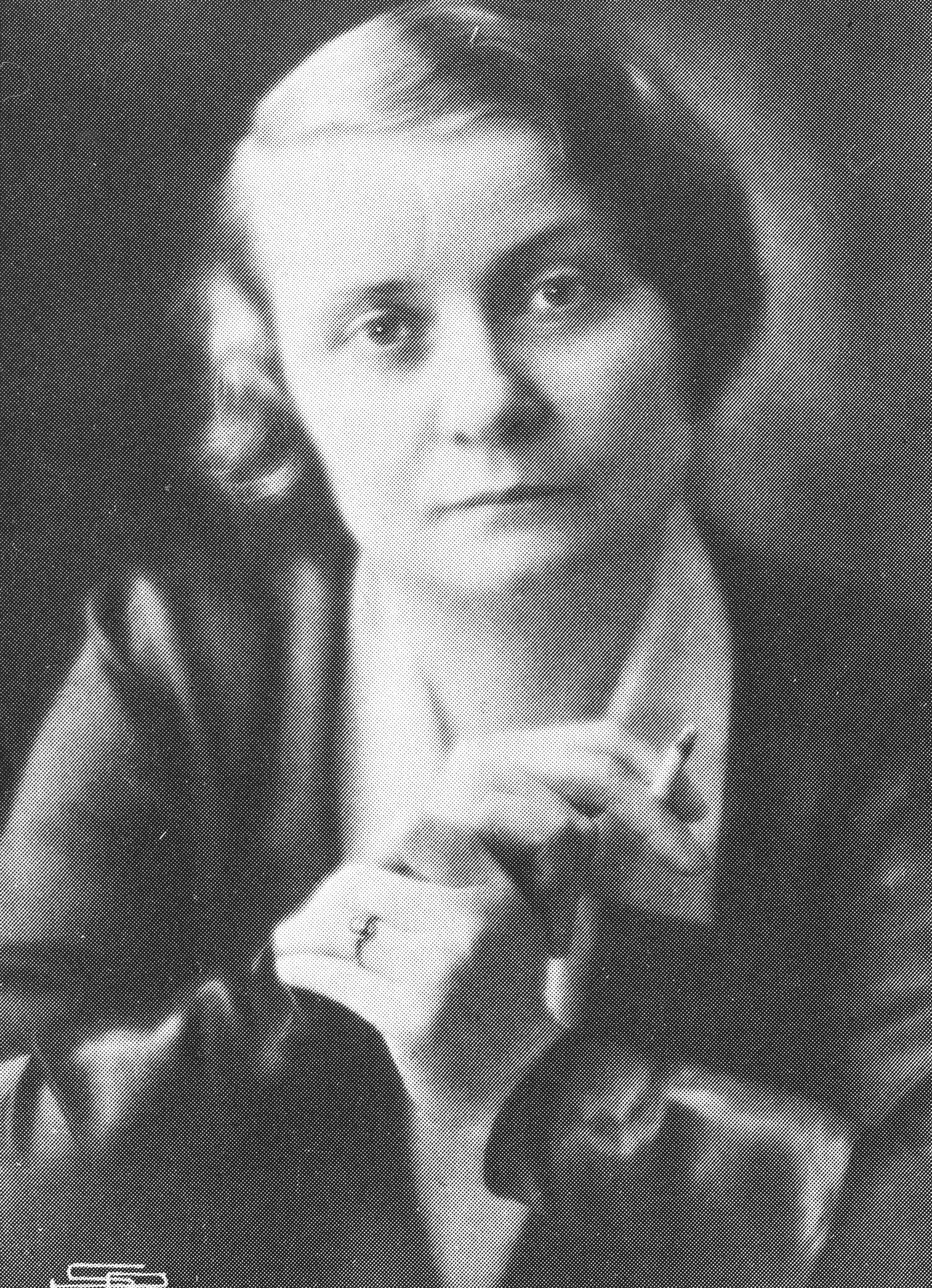
20世纪20年代的哈加尔·奥尔松

哈加尔·奥尔松（瑞典語：Hagar Olsson，1893年9月16日—1978年2月21日）是芬兰女作家、评论家。她被认为是20世纪芬兰文坛最杰出的评论家之一。她出生于西南芬兰区的庫斯塔維，属于瑞典语少数族裔。1965年，她获得了埃诺·雷诺奖。